# Ghosts 'n' Stuff
«Ghosts 'n' Stuff» es una canción electro house del DJ y productor canadiense de música electrónica Deadmau5 con la voz del productor y cantante australiano Rob Swire. Inicialmente fue lanzada como sencillo el 27 de octubre de 2008 en su versión instrumental y reeditado con voces el 27 de septiembre de 2009. Este último apareció en el cuarto álbum de estudio de Deadmau5, For Lack of a Better Name.

## Trasfondo
La versión original de "Ghosts 'n' Stuff" se empezó a realizar en 2004 y Joel Zimmerman ha declarado que "terminó pasando por al menos 10 revisiones". Zimmerman y Rob Swire se habían conocido casualmente entre bastidores en varios festivales y acordaron colaborar. Las melodías vocales interpretadas por Swire se inspiraron en la canción «Wicked Game» de Chris Isaak. La canción fue hecha originalmente específicamente para el programa Essential Selection de BBC Radio 1 de Pete Tong el 10 de octubre de 2008 Deadmau5 fue invitado al programa junto con Steve Angello (los dos, con Tong, estaban tocando en vivo en Mánchester, Inglaterra esa noche). Deadmau5 estrenó la canción ante una audiencia en vivo en HARD Haunted Mansion 2008 en Los Ángeles, California.
La versión de "hard intro" del lado B del sencillo, "Moar Ghosts 'n' Stuff" (que aparece en la versión mezclada de For Lack of a Better Name) presenta una nueva introducción que contiene una muestra vocal de la película de 1957. El Cerebro del Planeta Arous y una cita de la marcha fúnebre de Chopin . Esta versión de la canción también contiene una nueva melodía principal que, según Deadmau5, se inspiró en la melodía principal de Superstition de Stevie Wonder. La versión sin mezclar lanzada el 20 de octubre de 2009 reemplaza esta versión con la mezcla original, que excluye la muestra vocal y la introducción de la marcha fúnebre.

## Video musical
En agosto de 2009 se subió un vídeo musical dirigido por Colin O'Toole. Fue grabado en Toronto, Ontario .
El vídeo inicia con Joel Zimmerman siendo trasladado de urgencia a un hospital, antes de morir a los pocos minutos de su llegada. Luego se convierte en un fantasma e intenta atravesar las paredes pero no puede. Deja el hospital y empieza a deambular por la ciudad, se tatúa un extraterrestre del videojuego Space Invaders y se topa con una pandilla de demás fantasmas. Después de un desagradable viaje a un restaurante y a una lavandería, Joel se mete dentro de una rave con varias personas disfrazadas. En la fiesta, alguien que lleva un Mau5head le quita la sábana blanca, mientras Joel revive en el hospital. Encuentra el tatuaje de Space Invaders que se hizo en el cuello durante su forma fantasmal.
El vídeo fue subido al canal de YouTube de Ultra Music el 19 de agosto de 2009 y desde entonces ha obtenido más de 62 millones de visitas.

## Lanzamiento
La versión instrumental de la canción fue lanzada como sencillo a través de Mau5trap y Ultra el 27 de octubre de 2008, en formato digital y vinilo de 12" con su lado B "Peddler of Misery".  La edición vocal con Rob Swire fue lanzada como un sencillo de descarga digital y un EP el 27 de septiembre de 2009. Otra versión en vinilo fue lanzada en 2009, con la instrumental original y "Moar Ghosts 'n' Stuff".
La canción alcanzó el puesto 12 en el Reino Unido en la semana del UK Singles Chart que comenzó el 4 de octubre de 2009. También se ubicó en el puesto 96 en Triple J Hottest 100, 2009. En los Estados Unidos, la canción recibió exposición por programas de televisión como America's Best Dance Crew y rotación constante en las radios. En la edición del 15 de mayo de 2010 de Billboard, la canción alcanzó el número 1 en la lista Hot Dance Airplay de la revista después de 24 semanas de estar en las listas, lo que convirtió al sencillo en la escalada más larga al número 1 nunca antes vista en la lista, así como el primer sencillo en alcanzar el número uno. alcanzó el primer lugar después de haber caído y luego regresó a la lista.

## Lista de canciones
| Descarga digital |                    |          |  |
| N.º              | Título             | Duración |  |
| 1.               | «Ghosts 'n' Stuff» | 6:10     |  |

| Digital download – EP |                                                |          |  |
| N.º                   | Título                                         | Duración |  |
| 1.                    | «Ghosts 'n' Stuff» (Radio Edit, con Rob Swire) | 3:11     |  |
| 2.                    | «Ghosts 'n' Stuff» (con Rob Swire)             | 5:28     |  |
| 3.                    | «Ghosts 'n' Stuff» (Nero Remix)                | 6:55     |  |
| 4.                    | «Ghosts 'n' Stuff» (Instrumental Mix)          | 6:10     |  |
| 5.                    | «Moar Ghosts 'n' Stuff»                        | 4:58     |  |

| Descarga digital – Sub Focus remix |                                      |          |  |
| N.º                                | Título                               | Duración |  |
| 1.                                 | «Ghosts 'n' Stuff» (Sub Focus Remix) |          |  |

| Vinilo (2008) |                     |          |  |
| N.º           | Título              | Duración |  |
| 1.            | «Ghosts 'n' Stuff»  | 6:16     |  |
| 2.            | «Peddler of Misery» | 7:37     |  |

| Vinilo (2009) |                                       |          |  |
| N.º           | Título                                | Duración |  |
| 1.            | «Ghosts 'n' Stuff» (con Rob Swire)    | 5:27     |  |
| 2.            | «Moar Ghosts 'n' Stuff»               | 4:57     |  |
| 3.            | «Ghosts 'n' Stuff» (Instrumental Mix) | 6:16     |  |

## Posicionamiento en listas y certificaciones
| Lista (2009–2010)                                 | Mejor posición |
| ------------------------------------------------- | -------------- |
| Canadá (Canadian Hot 100)                         | 53             |
| Canadá (CHR/Top 40)                               | 34             |
| Canadá (Hot AC)                                   | 41             |
| Canadá (Nielsen SoundScan)                        | 56             |
| Escocia (Scottish Singles Sales Chart)            | 15             |
| Estados Unidos (Dance/Mix Show Airplay)           | 1              |
| Estados Unidos (Dance/Electronic Digital Songs)   | 6              |
| Estados Unidos (Dance/Electronic Streaming Songs) | 24             |
| Estados Unidos (Heatseekers Songs)                | 24             |
| European Hot 100 Singles                          | 41             |
| Reino Unido (UK Singles Chart)                    | 12             |
| Reino Unido (UK Dance Chart)                      | 2              |

| País           | Lista (2010)                   | Posición |
| -------------- | ------------------------------ | -------- |
| Estados Unidos | Dance/Mix Show Airplay         | 8        |
| Estados Unidos | Dance/Electronic Digital Songs | 18       |

### Certificaciones
| País           | Organismo certificador | Certificación | Ventas  | Nota             | Ref.   |
| -------------- | ---------------------- | ------------- | ------- | ---------------- | ------ |
| Canadá         | Music Canada           | 3× Platino    | 240 000 | Versión original | [ 26 ] |
| Estados Unidos | RIAA                   | 2× Platino    | 2 000   | Versión original | [ 27 ] |
| Estados Unidos | RIAA                   | Oro           | 500 000 | con Rob Swire    | [ 28 ] |
| Reino Unido    | BPI                    | Oro           | 400 000 | con Rob Swire    | [ 29 ] |